# ドリフトトライク

ドリフトトライクの3Dモデル

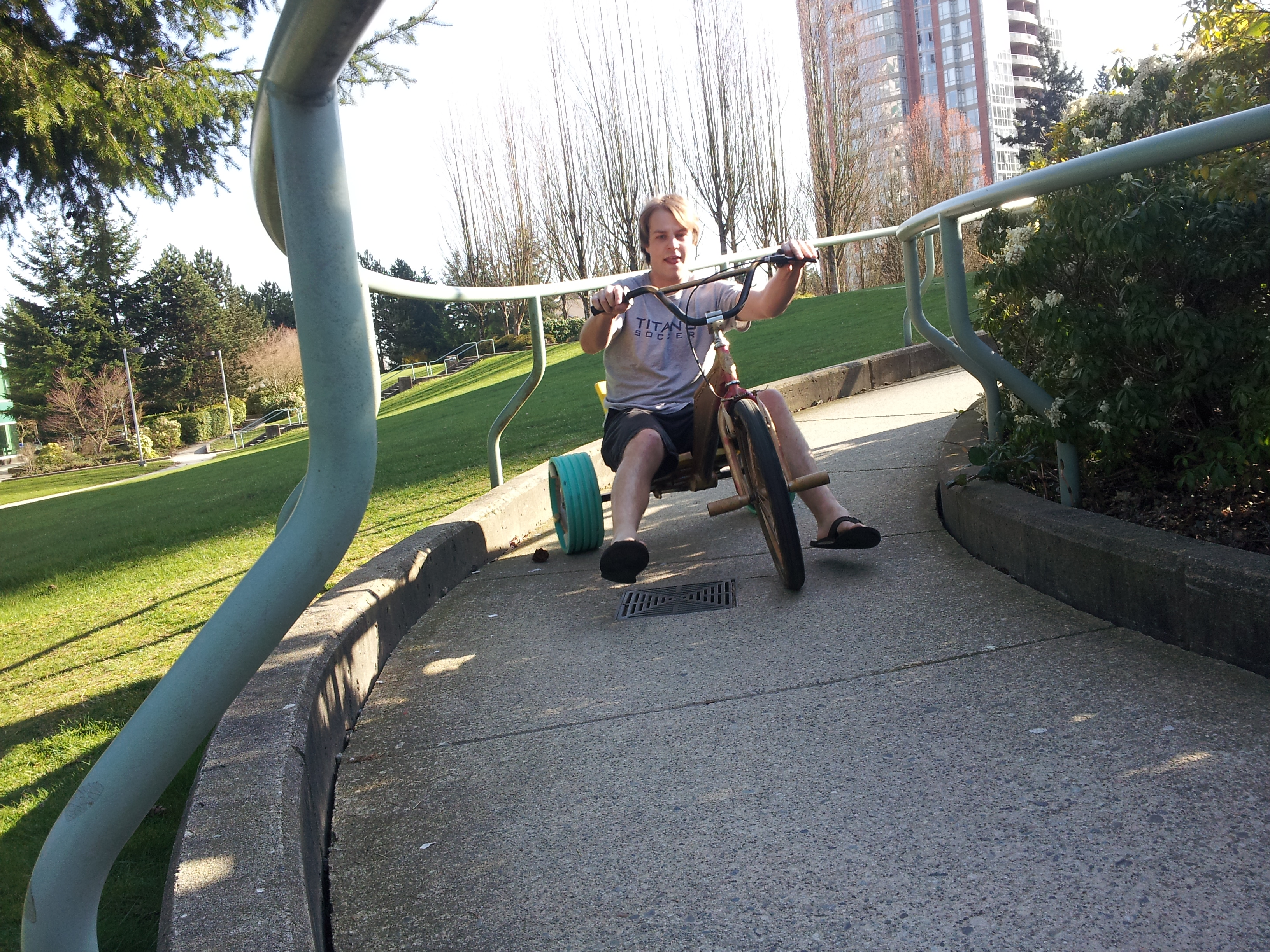
自家製ドリフトトライクの例

ドリフトトライクは、トラクションの低い後輪に硬質プラスチック、多くの場合PVCの表面を備えた三輪車である。意図的に後輪への牽引力の損失を開始し、コーナーを交渉するためにカウンターステアリングすることによってドリフトするように設計されている。

## 使用法
主に勢いよくハンドルを回すと遠心力によって後輪が滑るようになる。峠や坂などではバーを使用し、平らな道路ではペダルをことが多い。前輪のブレーキはコントロールを失なったときに使うと良いだろう。